# Željezov(III) nitrat
Željezov(III) nitrat, željezova je sol kemijske formule Fe(NO3)3. Budući da je higroskopan, često se nalazi u nonahidratnom obliku, Fe(NO3)3•9H2O), koji je kristalna tvar bezbojne do blijedo ljubičaste boje. Nastaje reakcijom željeza ili željezovih oksida s dušičnom kiselinom.

## Svojstva
Vrlo je topljiv u vodi, a topljiv je i u alkoholu i acetonu. Tali se pri 47,2 °C, a razgrađuje se pri 125 °C uz emisiju dušikovih oksida.

## Sinteza i proizvodnja
Željezov(III) nitrat kristalizira sa šest ili devet molekula vode iz otopine dobivene otapanjem željeza u dušičnoj kiselini. Kod otapanja željeza treba paziti na koncentraciju upotrebljene kiseline. Ako je kiselina previše razrijeđena nastaje željezov(II) nitrat, a ako je previše koncentrirana, željezo postaje pasivno.
Fe + 4HNO3 → Fe(NO3)3 + 2H2O + NO↑

## Uporaba
Željezov(III) nitrat koristi se kao katalizator za sintezu natrijevog amida iz otopine natrija u amonijaku
2 NH3  +  2 Na  →  2 NaNH2  +  H2↑
Određene gline impregnirane željezovim(III) nitratom koriste se kao kao oksidans u organskoj sintezi. Npr. željezov(III) nitrat na montmorilonitskom reagensu zvanom "Clayfen" korišten je za oksidaciju alkohola u aldehide i tiola u disulfide.

Otopina željezovog(III) nitrata koristi se u metalurgiji i draguljarstvu za graviranje srebra i njegovih slitina.